# Велика Зірка (площа)

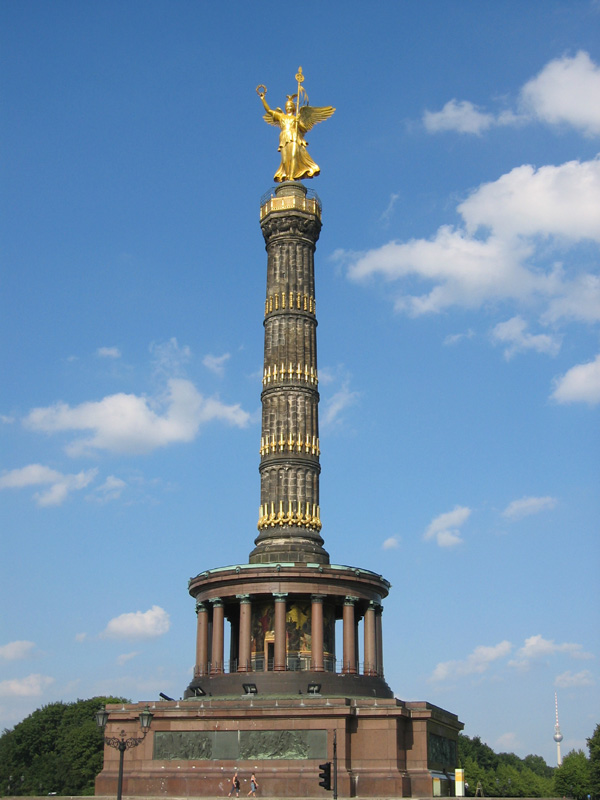
Колона Перемоги на Берлінській площі Велика Зірка

Велика Зірка (Гросер-Штерн, нім. Großer Stern) — центральна площа в парку Великий Тіргартен в Берліні. Закладена приблизно в 1698 за часів прусського курфюрста Фрідріха I придворним єгерем Гемріхом і спочатку слугувала «мисливською зіркою» як центральний елемент мисливських угідь у бароковому стилі, де сходилися всі дороги та стежки.
Починаючи з 1742, в ході перебудови Тіргартена Георгом Венцеслаусом фон Кнобельсдорфом площа перетворилася на представницьку й набула остаточного вигляду в 1833—1840 завдяки зусиллям ландшафтного архітектора Петера Йозефа Ленне.
З середини XVIII століття до початку XIX століття площу прикрашали статуї античних богів з пісковику, ця скульптурна композиція називалася «Ляльки».
На площі Велика Зірка перетинаються кілька великих магістралей Берліна: вулиця 17 червня, Альтонаер-штрасе, Шпреевег і Хофегераллее. На площі організовано багатосмуговий круговий рух. Щодня її перетинає близько 180 000 автомобілів.
У центрі площі встановлена колона Перемоги, увінчана позолоченою статуєю богині перемоги Вікторії з лавровим вінком у руці. До 1938 колона Перемоги перебувала на Королівській площі поблизу від  Рейхстагу, а в центрі Великої Зірки стояв фонтан роботи Куно фон Юхтріц-Штейнкірха, присвячений покровителеві мисливців святому Губерту. Перенесення колони і її часткова реконструкція були проведені в рамках перебудови Берліна в Столицю світу Германія, а урочисте відкриття на новому місці було присвячено до 50-річчя Адольфа Гітлера та супроводжувалося масштабним військовим парадом. Разом з колоною Перемоги на площу перенесли національний пам'ятник Бісмарку, а також пам'ятники Альбрехту фон Роону та Гельмуту Мольтке. Велика Зірка в Столиці світу Германія повинна була стати площею пошани Другого рейху.